# Белтёрбет
Белтёрбет (Белтурбет, Белтарбет; англ. Belturbet; ирл. Béal Tairbirt (Бел-Тарьбирть)) — (малый) город в графстве Каван (провинция Ольстер), Ирландии. Расположен в 14 км от города Каван, в 123 км от Дублина. Белтёрбет лежит на автомагистрали N3 Ирландии. Это в 4 км от границы с Северной Ирландией между графствами Каван и Фермана и в 36 км южнее Эннискиллена. Город имеет автобусное сообщение с Дублином и западным побережьем.

## Преступность
28 декабря 1972 в городе прогремел теракт: ольстерскими лоялистами был взорван автомобиль, в результате погибло двое детей, восемь человек было ранено. Этот теракт стал первым в цепочке терактов в Республике Ирландии.

## Транспорт
В Белтёрбете недавно была восстановлена и возвращает свою славу железнодорожная станция. Она была открыта 29 июня 1885 года для соединения Большого Северного железнодорожного пути Ирландии с веткой к деревне Ballyhaise на линии от Клонса до Кавана. С 24 октября 1887 она также обслуживала узкоколейку Каванской и Литримской железной дороги в направлении Дромода и Аригны. 1 апреля 1959 станция была окончательно закрыта на капитальный ремонт.

## Экономика
Основным источником городского дохода является туризм, который включает в себя рыбалку, лодочные прогулки, местную железнодорожную станцию и туры по графству. В городе есть собственный фестиваль, Белтёберский фестиваль Эрне, включающий в себя выборы Леди Эрне. Фестиваль привлекает огромные толпы людей в последние недели июля и является одним из крупнейших в Ирландии мероприятий с демонстрацией разнообразных фасонов платья. Занятое население работает преимущественно в пригородах Кавана, Балликоннелл и других близлежащих районах. Помимо связанных с туризмом рабочих мест, в самом городе также есть несколько источников трудовой занятости. Каждую пятницу местные фермеры в городе проводят ярмарку, где продаётся свежая продукция, а также сыр, рыба, овощи т.д.

## Демография
Население — 1395 человек (по переписи 2006 года). В 2002 году население составляло 1295 человек. При этом, население пригородов (environs) — 16 человек.
Данные переписи 2006 года:
| Общие демографические показатели |               |                               |                               |      |      |
| Всё население                    | Всё население | Изменения населения 2002—2006 | Изменения населения 2002—2006 | 2006 | 2006 |
| 2002                             | 2006          | чел.                          | %                             | муж. | жен. |
| 1295                             | 1395          | 100                           | 7,7                           | 712  | 683  |

В нижеприводимых таблицах сумма всех ответов (столбец «сумма»), как правило, меньше общего населения населённого пункта (столбец «2006»).
| Религия (Тема 2 — 5 : Число людей по религиям, 2006) |             |                |             |            |       |      |
| Католики, чел.                                       | Католики, % | Другая религия | Без религии | не указано | сумма | 2006 |
| 1174                                                 | 84,2        | 151            | 57          | 13         | 1395  | 1395 |

| Этно-расовый состав (Этничность. Тема 2 — 3 : Постоянное население по этническому или культурному происхождению, 2006) |            |              |       |        |        |            |       |       |
| Белые ирландцы | Лухт-шулта | Другие белые | Негры | Азиаты | Другие | Не указано | сумма | 2006  |
| 1193 | 1          | 130          | 1     | 12     | 27     | 9          | 1373  | 1395  |
| Доля от всех отвечавших на вопрос, %                                                                                   |            |              |       |        |        |            |       |       |
| 86,9 | 0,1        | 9,5          | 0,1   | 0,9    | 2,0    | 0,7        | 100   | 98,41 |

1 — доля отвечавших на вопрос о языке от всего населения.
| Владение ирландским языком (Тема 3 — 1 : Число людей от 3 лет и старше по способности говорить по-ирландски, 2006) |      |            |       |       |
| Владеете ли Вы ирландским языком?                                                                                  |      |            |       |       |
| Да | Нет  | Не указано | сумма | 2006  |
| 502 | 820  | 23         | 1345  | 1395  |
| Доля от всех отвечавших на вопрос о языке, %                                                                       |      |            |       |       |
| 37,3 | 61,0 | 1,7        | 100   | 96,41 |

1 — доля отвечавших на вопрос о языке от всего населения.
| Использование ирландского языка (Тема 3 — 2 : Говорящие по-ирландски от 3 лет и старше по частоте использования ирландского языка, 2006) |                                                            |                                               |                                               |                                               |                                               |                                               |       |                                     |      |
| Как часто и где Вы говорите по-ирландски?                                                                                                |                                                            |                                               |                                               |                                               |                                               |                                               |       |                                     |      |
| ежедневно, только в образовательных учреждениях                                                                                          | ежедневно, как в образовательных учреждениях, так и вне их | в других местах (вне образовательной системы) | в других местах (вне образовательной системы) | в других местах (вне образовательной системы) | в других местах (вне образовательной системы) | в других местах (вне образовательной системы) | сумма | всего, отвечавших на вопрос о языке | 2006 |
| ежедневно, только в образовательных учреждениях                                                                                          | ежедневно, как в образовательных учреждениях, так и вне их | ежедневно                                     | каждую неделю                                 | реже                                          | никогда                                       | не указано                                    | сумма | всего, отвечавших на вопрос о языке | 2006 |
| 131 | 6                                                          | 8                                             | 22                                            | 199                                           | 127                                           | 9                                             | 502   | 1345                                | 1395 |
| Доля от всех отвечавших на вопрос о языке, %                                                                                             |                                                            |                                               |                                               |                                               |                                               |                                               |       |                                     |      |
| 9,7 | 0,4                                                        | 0,6                                           | 1,6                                           | 14,8                                          | 9,4                                           | 0,7                                           | 37,3  | 100                                 |      |

| Типы частных жилищ (Тема 6 — 1(a) : Число частных домовладений по типу размещения, 2006) |          |         |                 |            |       |      |
| Отдельный дом                                                                            | Квартира | Комната | Переносные дома | не указано | сумма | 2006 |
| 508                                                                                      | 61       | 2       | 0               | 14         | 585   | 1395 |